# Костешты-Стынка ГЭС
Костешты-Стынка ГЭС — гидроэлектростанция на реке Прут, вблизи сёл Костешты, Молдавия и Стынка, Румыния. Расположена на пограничном участке реки и эксплуатируется совместно обеими странами. Первый гидроагрегат ГЭС пущен в 1975 году.
Соглашение о строительстве станции в равновеликой доле между СССР и Румынией было подписано 16 декабря 1971 года. Стоимость строительства гидроузла составляло 61,9 млн. переводных рублей (один переводной рубль содержал 0.987412 грамма чистого золота).
Мощность ГЭС — 32 МВт, проектная среднегодовая выработка — 130 млн кВт⋅ч. В здании ГЭС установлены 2 гидроагрегата мощностью по 16 МВт, с поворотно-лопастными турбинами, работающими на расчётном напоре 27 м. Плотина грунтовая, образует водохранилище площадью 59 км², полным объёмом 735 млн м³, отметка нормального подпорного уровня — 90,8 м
Водоводы плотины Костешты-Стынка гидроизолированы эпоксидно-каменноугольной окраской (1:2) и армированы стеклотканью (8500 м³)
Площадь водосбора водохранилища — 12 тыс. км², глубина в районе плотины 34,2 м.

## Эксплуатация
Правила эксплуатации гидроузла Костешты — Стынка разработаны совместно с Румынской стороной. В период высоких уровней, согласно этим правилам сброс воды из водохранилища осуществляется при 165 превышении отметки НПУ (90,8 м. БС). При получении прогнозов или извещений о формировании паводка в горной части водосбора обе стороны должны выполнить частичное опорожнение водохранилища путём сброса воды через ГЭС в размере 130 м³/с. При подъёме уровня воды в верхнем бьефе до отметки 98,20 м сброс производится расходом до 700 м³/с. Когда расход р. Прут на посту Черновцы превышает расход 1 % обеспеченности, 5600 м³/с (по данным Гидрометеорологического института Украины), то независимо от уровня воды в верхнем бьефе гидроузла сбрасывается 130 м³/с через агрегаты ГЭС и 1000 м³/с через донные водосбросы, то есть 1300 м³/с. Опыт показал, что при таких расходах сброса участок реки на нижнем бьефе затопляется до недопустимых отметок уровня.
Гидроэнергетический узел обеспечивает 5-6% энергии, производимой ежегодно молдовскими производителями, и около 1-1,5% энергии, потребляемой правым берегом реки Днестр Республики Молдова (ситуация на 2020 год).

## Наводнение 2010 года
Причиной наводнения явился ливневой дождь, вызванный циклонической деятельностью, которая сформировалась 23-25 июня 2010 года над горной части бассейна р. Прут. В границах этой территории выпал ливневой дождь с суточной суммой осадков превышающей 100 мм. В результате этого дождя в горной части бассейна р. Прут сформировался паводок, принесший значительный ущерб населению ряда населённых пунктов, расположенных в долине р. Прут. Разрушены не только дома, шоссейные и проселочные дороги, затоплены сельскохозяйственные угодья, но и колодца, системы водоснабжения и сброса сточных вод. В общей сложности разрушено более 800 домов и эвакуированы более 4000 человек.
Паводочная волна достигла границ Республики Молдова 2 июля 2010 года с расходом 1930 м³/с. Основная волна сформировалась в период с 22 июня по 8 июля 2010 года с объёмом стока 1372 млн м³ (гидропост с. Шэрэуць).
Водоём не был подготовлен к безаварийному пропуску паводка, так как его опорожнение до прихода паводка практически не проводилось. Это, в сущности, привело к нарушению Правил эксплуатации. Определённое оправдание перед диспетчерскими службами имеется, так как наблюдаемый максимальный расход, первой волны паводка по пункту г. Черновцы, достиг всего 859 м³/с., что гораздо меньше экстремального значения 1 % обеспеченности, 5600 м³/с, оговоренного Правилами. В этой связи величина сброса была принята всего 135 м³/с и началась одновременно с датой начала притока паводка в водохранилище 22.06.2010. Не ожидая столь катастрофического объёма притока первой волны паводка, службы эксплуатации Молдовы и Румынии вынуждены были повышать объёмы сброса до 830 м³/с. Причем этот максимум относится ко второй волне притока. Вторая волна паводка сформировалась при меньшем максимальном расходе на посту Шэрэуць (1610 м³/с), но большем чем на посту г. Черновцы (2070 м³/с).

## Засуха 2015 года
Из-за сильной засухи в сентябре 2015 года уровень воды в водохранилище сильно упал, впервые с момента запуска работа электростанции была остановлена на несколько месяцев.
Подача воды из водохранилища была сокращена до 19 м³/с. Критическая ситуация продолжалась с начала лета, к августу уровень воды упал на 2 с половиной метра, при поступлении в водохранилище 25 м³/с, чтобы обеспечить работу гидроагрегатов в минимальном режиме (3-3,5 МВт) — выпускалось 45 м/³с.

## Выработка электроэнергии
| 2018 | 2019 | 2020 | 2021 | 2022  | 2023 |
| ---- | ---- | ---- | ---- | ----- | ---- |
| 43,7 | 64,1 | 46,8 | 67,6 | 41,19 | 68,8 |